# Three Days in a Row
Three Days in a Row is de eerste officiële single van Anouks zesde studioalbum For Bitter or Worse. Het nummer werd eind augustus 2009 uitgebracht, als opvolger van de promotiesingle Today.
Op de dag dat het nummer in première ging op de radio, verkoos Radio 538 het nummer tot Alarmschijf en benoemde 3FM het tot 3FM Megahit.

## Achtergrond
Three Days in a Row opent direct met het refrein, waarin Anouk zingt drie dagen van iemand te hebben gehouden, waarna ze die persoon nooit meer gezien heeft. Het blijkt dat de geliefde persoon zelf niet op de hoogte was van Anouks liefde voor hem. Ook zingt de zangeres dat ze er zeker van is dat de liefde nog een vervolg zal krijgen.
Het nummer wordt beschouwd als anders dan Anouks eerdere werk, neigend naar bluesmuziek. Een week nadat het nummer werd uitgebracht, kwam het nummer vanuit het niets binnen in de Airplay-hitlijst van Nederland, de lijst waarin wordt bijgehouden hoe vaak nummers op de radio te horen zijn. Het is vrij uitzonderlijk dat het een Nederlandse act lukt om binnen te komen op de eerste plaats. Het nummer was na een week 22 miljoen keer gehoord.

## Videoclip
Op 17 augustus was de première van de videoclip van Three Days in a Row te zien op TMF. De clip werd geregisseerd door Kenneth Hope, die in een "making of"-filmpje vertelde dat hij "met de middelen van nu een remake probeert te maken van de videoclip behorend bij Anouks eerdere single Michel". In de clip is Anouk te zien voor een witte achtergrond, waarop geregeld beelden te zien zijn van de zangeres. In de clip wordt Anouk af en toe bijgestaan door dezelfde man die deze rol op zich nam in de clip van Michel. De "middelen van nu" waar Hope over spreekt, zijn terug te zien in de vorm van rookgordijnen, zwevende fotolijstjes en uitgestrekte tegelvloeren.

## Tracklist
1. Three Days in a Row - 04:13

## Hitnoteringen

### Nederlandse Top 40
| Hitnotering: 22-08-2009 t/m 05-12-2009 | Hitnotering: 22-08-2009 t/m 05-12-2009 | Hitnotering: 22-08-2009 t/m 05-12-2009 | Hitnotering: 22-08-2009 t/m 05-12-2009 | Hitnotering: 22-08-2009 t/m 05-12-2009 | Hitnotering: 22-08-2009 t/m 05-12-2009 | Hitnotering: 22-08-2009 t/m 05-12-2009 | Hitnotering: 22-08-2009 t/m 05-12-2009 | Hitnotering: 22-08-2009 t/m 05-12-2009 | Hitnotering: 22-08-2009 t/m 05-12-2009 | Hitnotering: 22-08-2009 t/m 05-12-2009 | Hitnotering: 22-08-2009 t/m 05-12-2009 | Hitnotering: 22-08-2009 t/m 05-12-2009 | Hitnotering: 22-08-2009 t/m 05-12-2009 | Hitnotering: 22-08-2009 t/m 05-12-2009 | Hitnotering: 22-08-2009 t/m 05-12-2009 | Hitnotering: 22-08-2009 t/m 05-12-2009 | Hitnotering: 22-08-2009 t/m 05-12-2009 |
| Week:                                  | 1                                      | 2                                      | 3                                      | 4                                      | 5                                      | 6                                      | 7                                      | 8                                      | 9                                      | 10                                     | 11                                     | 12                                     | 13                                     | 14                                     | 15                                     | 16                                     |                                        |
| -------------------------------------- | -------------------------------------- | -------------------------------------- | -------------------------------------- | -------------------------------------- | -------------------------------------- | -------------------------------------- | -------------------------------------- | -------------------------------------- | -------------------------------------- | -------------------------------------- | -------------------------------------- | -------------------------------------- | -------------------------------------- | -------------------------------------- | -------------------------------------- | -------------------------------------- | -------------------------------------- |
| Positie:                               | 31                                     | 18                                     | 3                                      | 1                                      | 1                                      | 1                                      | 1                                      | 2                                      | 2                                      | 5                                      | 7                                      | 7                                      | 9                                      | 14                                     | 20                                     | 36                                     | uit                                    |

### NederlandseSingle Top 100
| Hitnotering: 05-09-2009 t/m 20-02-2010 | Hitnotering: 05-09-2009 t/m 20-02-2010 | Hitnotering: 05-09-2009 t/m 20-02-2010 | Hitnotering: 05-09-2009 t/m 20-02-2010 | Hitnotering: 05-09-2009 t/m 20-02-2010 | Hitnotering: 05-09-2009 t/m 20-02-2010 | Hitnotering: 05-09-2009 t/m 20-02-2010 | Hitnotering: 05-09-2009 t/m 20-02-2010 | Hitnotering: 05-09-2009 t/m 20-02-2010 | Hitnotering: 05-09-2009 t/m 20-02-2010 | Hitnotering: 05-09-2009 t/m 20-02-2010 | Hitnotering: 05-09-2009 t/m 20-02-2010 | Hitnotering: 05-09-2009 t/m 20-02-2010 | Hitnotering: 05-09-2009 t/m 20-02-2010 | Hitnotering: 05-09-2009 t/m 20-02-2010 | Hitnotering: 05-09-2009 t/m 20-02-2010 | Hitnotering: 05-09-2009 t/m 20-02-2010 | Hitnotering: 05-09-2009 t/m 20-02-2010 | Hitnotering: 05-09-2009 t/m 20-02-2010 | Hitnotering: 05-09-2009 t/m 20-02-2010 | Hitnotering: 05-09-2009 t/m 20-02-2010 | Hitnotering: 05-09-2009 t/m 20-02-2010 | Hitnotering: 05-09-2009 t/m 20-02-2010 | Hitnotering: 05-09-2009 t/m 20-02-2010 | Hitnotering: 05-09-2009 t/m 20-02-2010 | Hitnotering: 05-09-2009 t/m 20-02-2010 | Hitnotering: 05-09-2009 t/m 20-02-2010 |
| Week:                                  | 1                                      | 2                                      | 3                                      | 4                                      | 5                                      | 6                                      | 7                                      | 8                                      | 9                                      | 10                                     | 11                                     | 12                                     | 13                                     | 14                                     | 15                                     | 16                                     | 17                                     | 18                                     | 19                                     | 20                                     | 21                                     | 22                                     | 23                                     | 24                                     | 25                                     |                                        |
| -------------------------------------- | -------------------------------------- | -------------------------------------- | -------------------------------------- | -------------------------------------- | -------------------------------------- | -------------------------------------- | -------------------------------------- | -------------------------------------- | -------------------------------------- | -------------------------------------- | -------------------------------------- | -------------------------------------- | -------------------------------------- | -------------------------------------- | -------------------------------------- | -------------------------------------- | -------------------------------------- | -------------------------------------- | -------------------------------------- | -------------------------------------- | -------------------------------------- | -------------------------------------- | -------------------------------------- | -------------------------------------- | -------------------------------------- | -------------------------------------- |
| Positie:                               | 2                                      | 1                                      | 2                                      | 4                                      | 6                                      | 6                                      | 9                                      | 8                                      | 11                                     | 20                                     | 30                                     | 29                                     | 35                                     | 42                                     | 33                                     | 50                                     | 38                                     | 46                                     | 23                                     | 47                                     | 57                                     | 63                                     | 59                                     | 68                                     | 80                                     | uit                                    |

### VlaamseUltratop 50
| Hitnotering: 12-09-2009 t/m 28-11-2009 | Hitnotering: 12-09-2009 t/m 28-11-2009 | Hitnotering: 12-09-2009 t/m 28-11-2009 | Hitnotering: 12-09-2009 t/m 28-11-2009 | Hitnotering: 12-09-2009 t/m 28-11-2009 | Hitnotering: 12-09-2009 t/m 28-11-2009 | Hitnotering: 12-09-2009 t/m 28-11-2009 | Hitnotering: 12-09-2009 t/m 28-11-2009 | Hitnotering: 12-09-2009 t/m 28-11-2009 | Hitnotering: 12-09-2009 t/m 28-11-2009 | Hitnotering: 12-09-2009 t/m 28-11-2009 | Hitnotering: 12-09-2009 t/m 28-11-2009 | Hitnotering: 12-09-2009 t/m 28-11-2009 | Hitnotering: 12-09-2009 t/m 28-11-2009 |
| Week:                                  | 1                                      | 2                                      | 3                                      | 4                                      | 5                                      | 6                                      | 7                                      | 8                                      | 9                                      | 10                                     | 11                                     | 12                                     |                                        |
| -------------------------------------- | -------------------------------------- | -------------------------------------- | -------------------------------------- | -------------------------------------- | -------------------------------------- | -------------------------------------- | -------------------------------------- | -------------------------------------- | -------------------------------------- | -------------------------------------- | -------------------------------------- | -------------------------------------- | -------------------------------------- |
| Positie:                               | 26                                     | 30                                     | 29                                     | 22                                     | 26                                     | 20                                     | 22                                     | 24                                     | 19                                     | 23                                     | 34                                     | 38                                     | uit                                    |

### VlaamseRadio 2 Top 30
| Hitnotering: 12-09-2009 t/m 09-01-2010 | Hitnotering: 12-09-2009 t/m 09-01-2010 | Hitnotering: 12-09-2009 t/m 09-01-2010 | Hitnotering: 12-09-2009 t/m 09-01-2010 | Hitnotering: 12-09-2009 t/m 09-01-2010 | Hitnotering: 12-09-2009 t/m 09-01-2010 | Hitnotering: 12-09-2009 t/m 09-01-2010 | Hitnotering: 12-09-2009 t/m 09-01-2010 | Hitnotering: 12-09-2009 t/m 09-01-2010 | Hitnotering: 12-09-2009 t/m 09-01-2010 | Hitnotering: 12-09-2009 t/m 09-01-2010 | Hitnotering: 12-09-2009 t/m 09-01-2010 | Hitnotering: 12-09-2009 t/m 09-01-2010 | Hitnotering: 12-09-2009 t/m 09-01-2010 | Hitnotering: 12-09-2009 t/m 09-01-2010 | Hitnotering: 12-09-2009 t/m 09-01-2010 | Hitnotering: 12-09-2009 t/m 09-01-2010 | Hitnotering: 12-09-2009 t/m 09-01-2010 | Hitnotering: 12-09-2009 t/m 09-01-2010 | Hitnotering: 12-09-2009 t/m 09-01-2010 |
| Week:                                  | 1                                      | 2                                      | 3                                      | 4                                      | 5                                      | 6                                      | 7                                      | 8                                      | 9                                      | 10                                     | 11                                     | 12                                     | 13                                     | 14                                     | 15                                     | 16                                     | 17                                     | 18                                     |                                        |
| -------------------------------------- | -------------------------------------- | -------------------------------------- | -------------------------------------- | -------------------------------------- | -------------------------------------- | -------------------------------------- | -------------------------------------- | -------------------------------------- | -------------------------------------- | -------------------------------------- | -------------------------------------- | -------------------------------------- | -------------------------------------- | -------------------------------------- | -------------------------------------- | -------------------------------------- | -------------------------------------- | -------------------------------------- | -------------------------------------- |
| Positie:                               | 25                                     | 21                                     | 19                                     | 16                                     | 14                                     | 12                                     | 10                                     | 2                                      | 2                                      | 3                                      | 5                                      | 10                                     | 15                                     | 18                                     | 25                                     | 27                                     | 28                                     | 29                                     | uit                                    |

### NPO Radio 2 Top 2000
| Nummer met noteringen in de NPO Radio 2 Top 2000 | '09  | '10 | '11 | '12 | '13 | '14 | '15  | '16  | '17  | '18  | '19  | '20  | '21  | '22  | '23  |
| ------------------------------------------------ | ---- | --- | --- | --- | --- | --- | ---- | ---- | ---- | ---- | ---- | ---- | ---- | ---- | ---- |
| Three Days in a Row                              | 1242 | 106 | 290 | 526 | 535 | 694 | 1021 | 1296 | 1532 | 1221 | 1240 | 1359 | 1626 | 1836 | 1633 |

1. ↑  Een vetgedrukt getal geeft de hoogste notering aan.
2. ↑  2009 was het eerste jaar met een notering voor dit nummer.
3. ↑  Deze tabel is bijgewerkt tot en met de laatste editie (2024).